# Contax

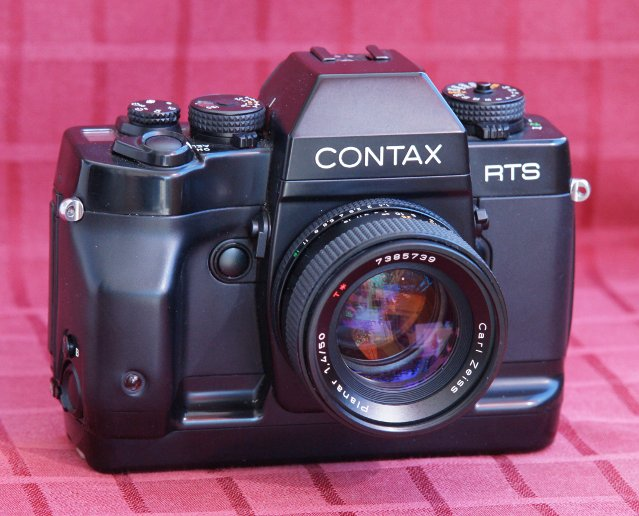
CONTAX RTS III mit Planar 1,4/50 mm

Contax ist eine Kameramarke von Carl Zeiss. Unter diesem Namen wurden von 1932 bis 2005 Kameras verschiedener Hersteller und Bauarten angeboten, für die Carl Zeiss (und bis 1958 auch der VEB Carl Zeiss Jena) die Objektive lieferte.

## Contax-Kameras von Zeiss Ikon (Dresden)

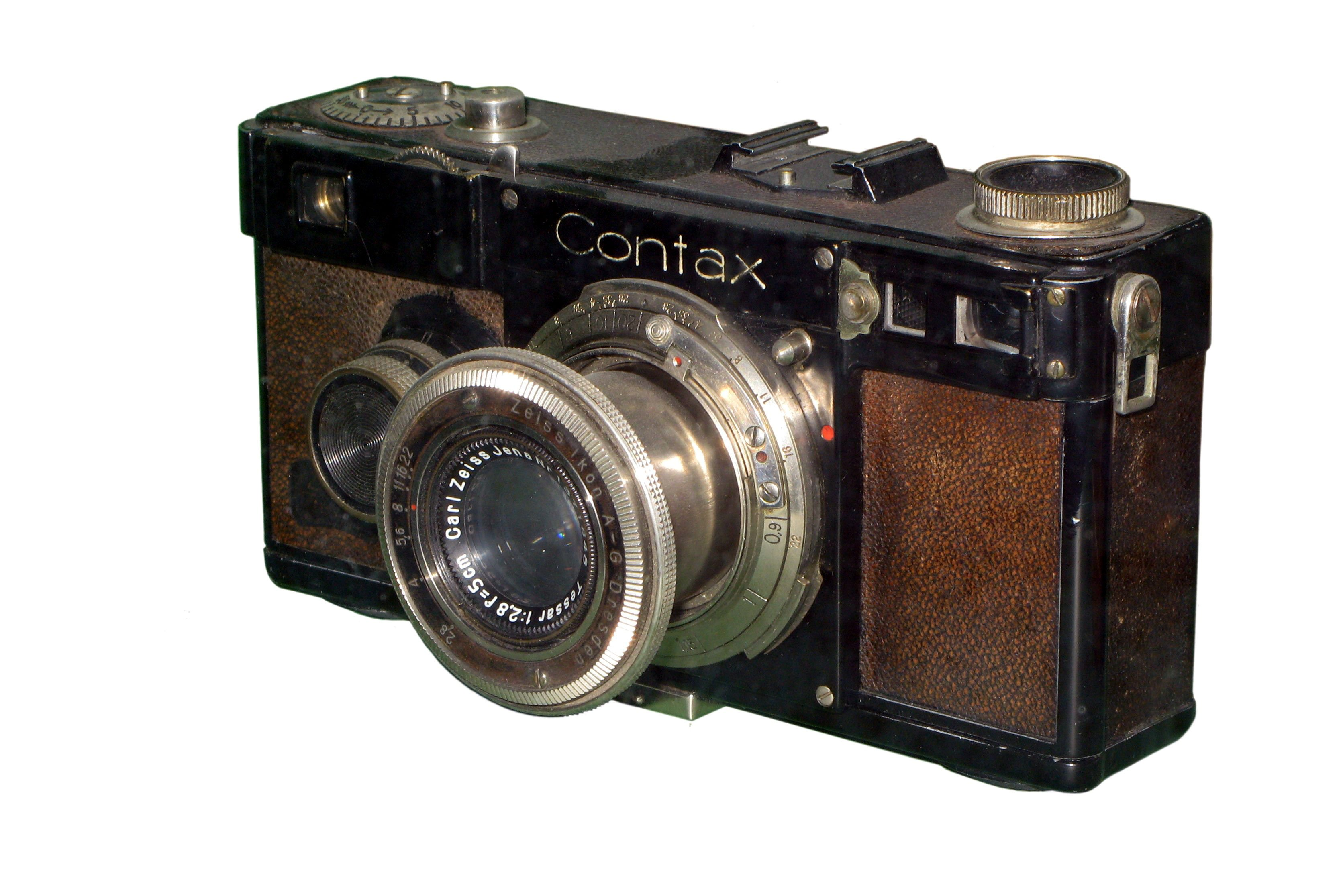
Contax I

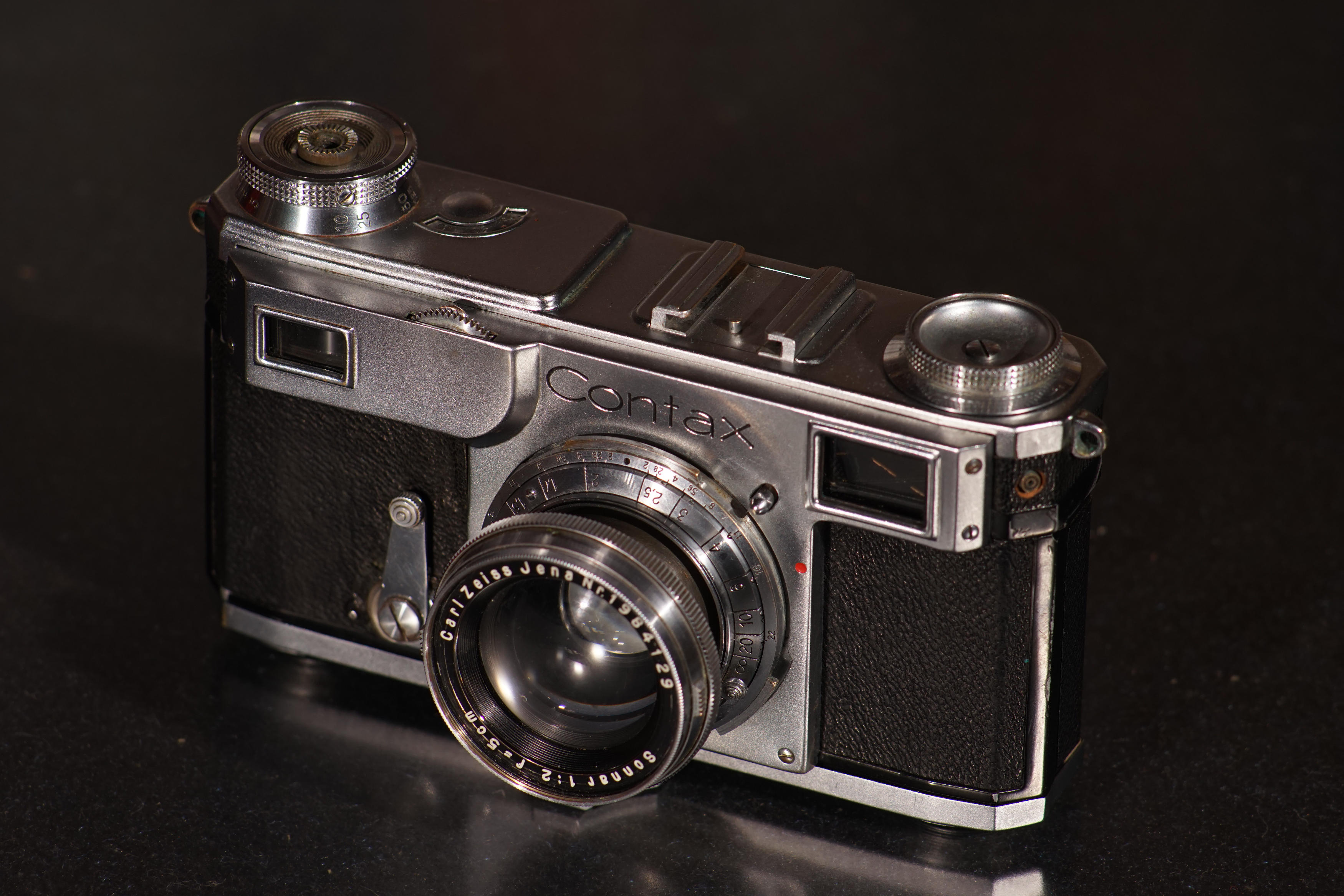
Contax II

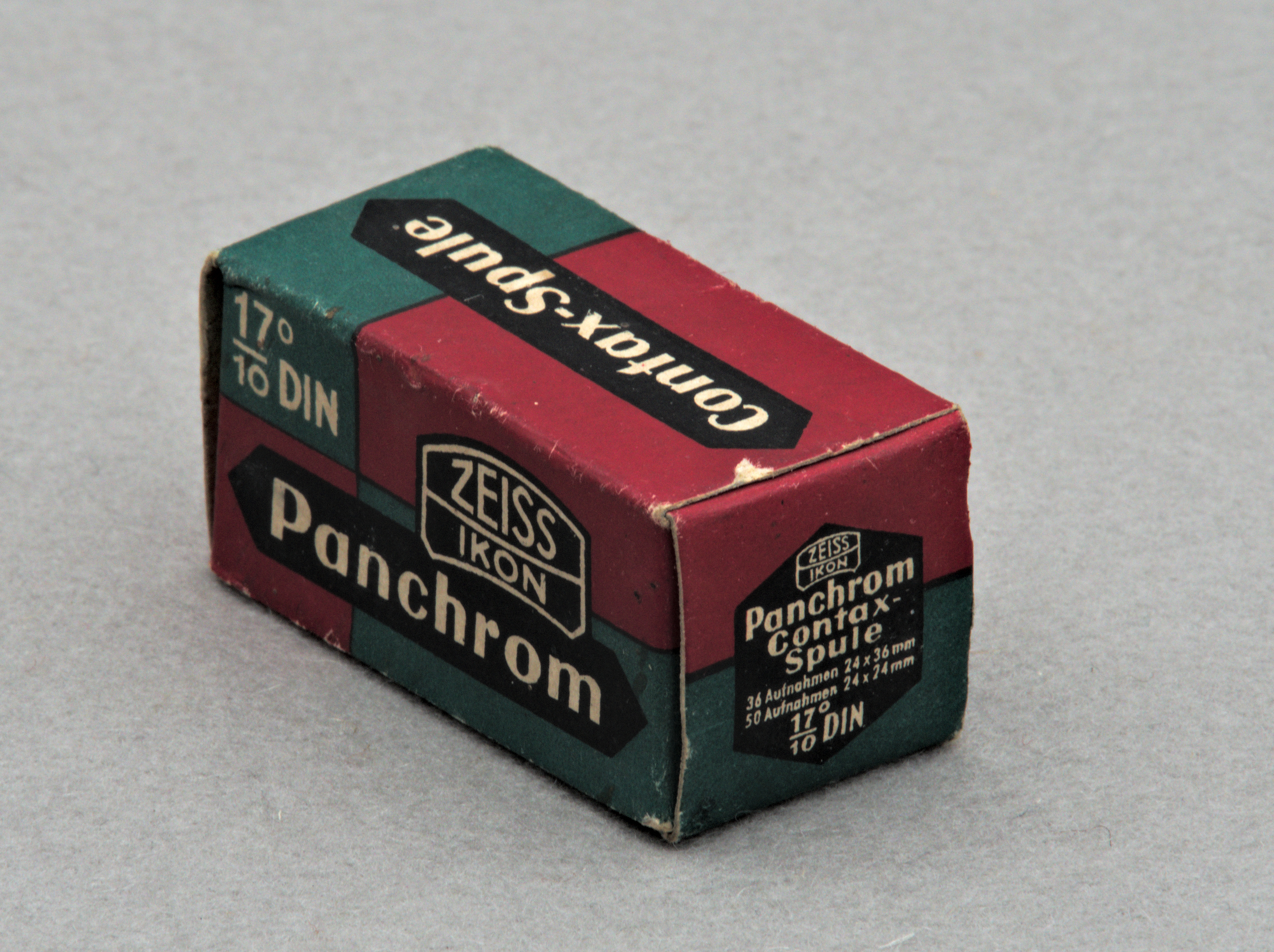
Zeiss Ikon Contaxspule (Ablauf 1944)

1932 brachte die Zeiss Ikon AG ihre erste Kleinbildkamera auf den Markt, die Contax. Die Entwicklung wurde geleitet von Heinz Küppenbender. Die erste Contax mit ihrem markanten schwarzen Gehäuse wurde anfänglich nur als Contax bezeichnet. Sie war als Konkurrenz zur Leica II konzipiert, verfügte aber bereits über ein Objektivbajonett, einen gekuppelten Entfernungsmesser mit sehr großer Messbasis und einen Verschluss aus Metalllamellen. Es folgten 1936 die neu entwickelte Contax II (die erste Messsucherkamera überhaupt) und zusätzlich die Contax III mit integriertem Belichtungsmesser. Die erste Contax wurde bis 1938 weiterhin produziert und hieß von nun an Contax I. Die Herstellung endete 1945 mit der Demontage von Zeiss Ikon in Dresden. Damit sollte in Kiew eine Kameraproduktion aufgebaut werden; aufgrund von unsachgemäßer Demontage und Transportverlusten war dies jedoch nicht möglich. Zur Erfüllung der Reparationsforderungen wurden 1946 die Maschinen und Werkzeuge bei Carl Zeiss in Jena in leicht entfeinerter Form erneut angefertigt. In geringer Stückzahl kamen bei der Werkzeugerprobung in Saalfeld entstandene Kameras in den Verkauf, bevor die Anlagen 1946 nach Kiew überführt wurden, wo dann bei der heutigen Firma Kiev Camera die Produktion der Kiev II und Kiev III aufgenommen wurde.

## Contax-Kameras von VEB Zeiss Ikon (Dresden)

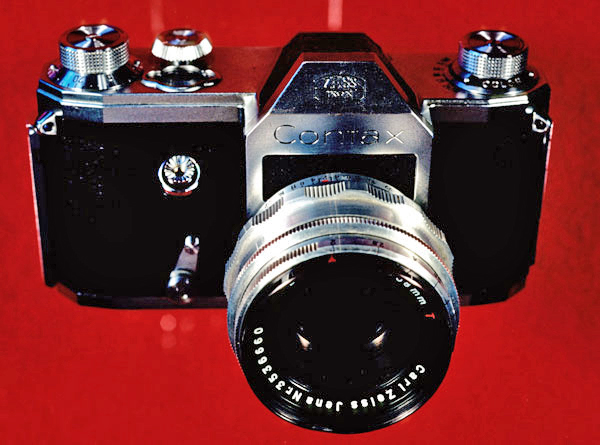
Contax S – die erste SLR mit Sucherprisma

Bereits 1938 war mit der Konstruktion einer Contax-Spiegelreflexkamera begonnen worden. Am 1948 enteigneten Dresdner Standort von Zeiss Ikon, dem VEB Zeiss Ikon, brachte man 1949 die Contax S mit einem Objektivanschluss in Form eines M42-Objektivgewindes heraus. Sie war die erste Spiegelreflexkamera mit Sucherprisma, die ein seitenrichtiges Sucherbild lieferte.
Der erste Spiegelreflexsucher für den Einblick in Augenhöhe mit seitenrichtigem, aufrechtem Bild wurde in Ungarn zwar schon am 23. August 1943 von Jenő Dulovits patentiert – er entwarf mit der Duflex (1948 in Serie) auch die erste 35-mm-Spiegelreflexkamera für diesen heute üblichen Suchereinblick – allerdings nutzte er noch kein Dachkantprisma, sondern einzelne Spiegel.

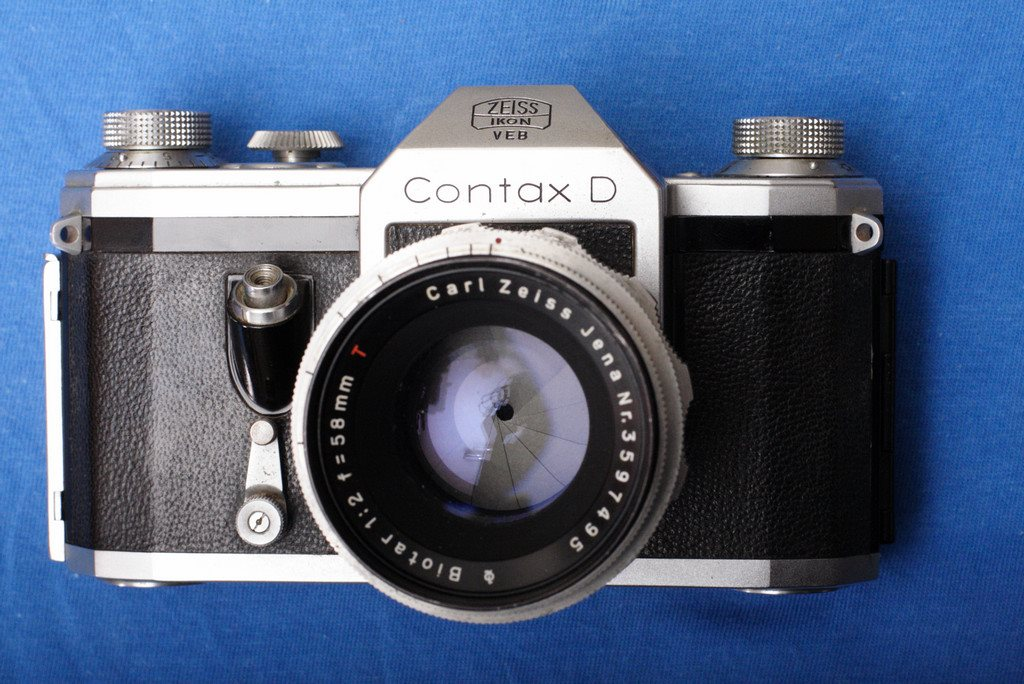
Contax D

Ab 1953 kam nach den nur intern als A, B, und C bezeichneten Modellen die technisch wesentlich verbesserte Contax D in den Handel. Sie trug den Buchstaben „D“ nun erstmals auf dem Gehäuse (die gelegentliche Behauptung, „D“ stehe für „Dachkantprisma“ oder „Dresden“, ist nicht richtig). Ab 1956 folgte die Contax E mit Belichtungsmesser sowie die Contax F und FB. Da die Rechte am Namen Contax in der Bundesrepublik Deutschland und in Westeuropa bei Carl Zeiss in Oberkochen lagen, wurde für Exporte dorthin der Name Pentacon verwendet. In den USA wurden die Dresdner Contax-Kameras unter den Namen Astraflex, Consol, Hexacon und Ritacon verkauft. 1958 wurde der Name Pentacon generell für die ehemaligen Contax-Kameras verwendet.

## Contax-Kameras von Zeiss Ikon (Stuttgart)

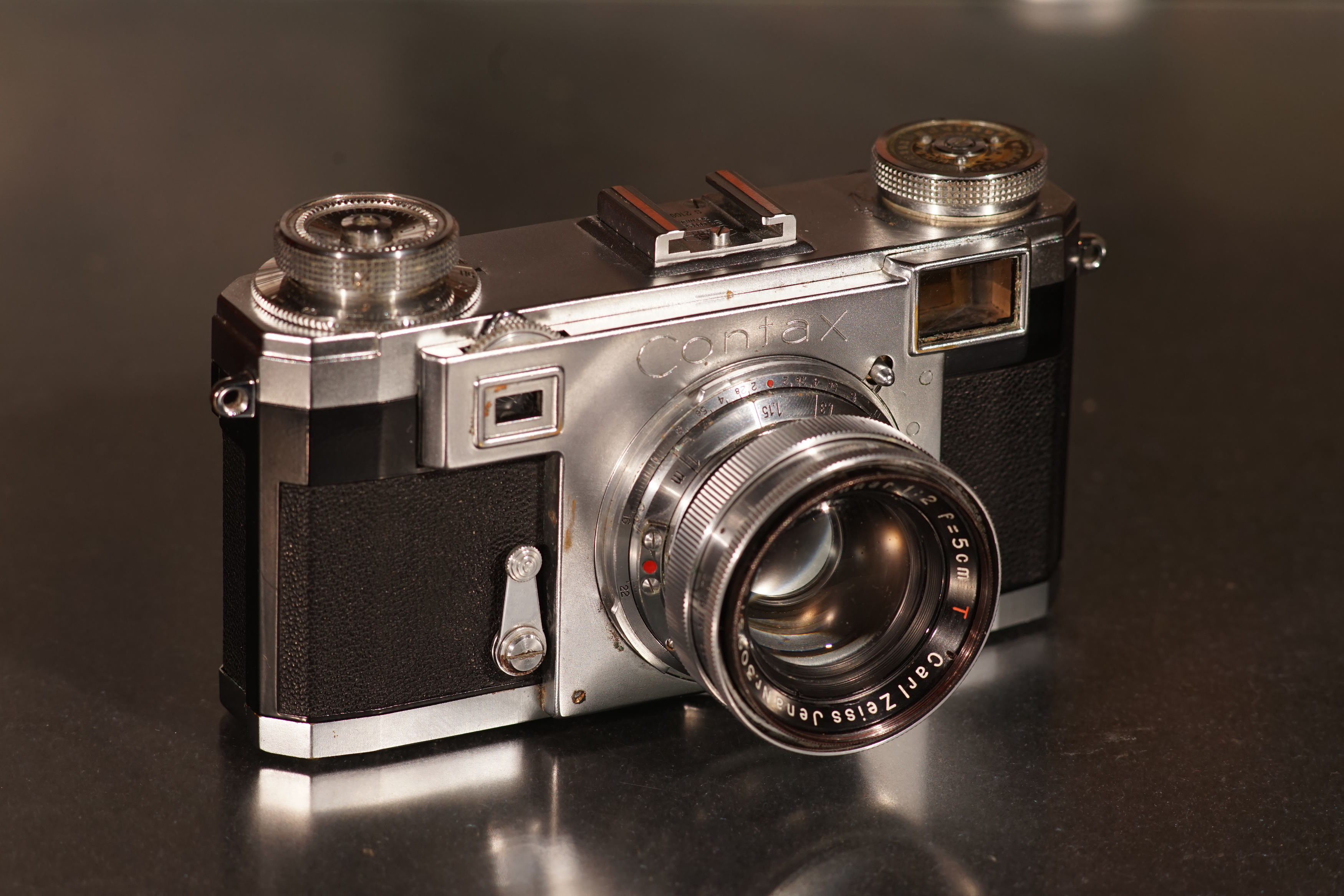
Contax II a

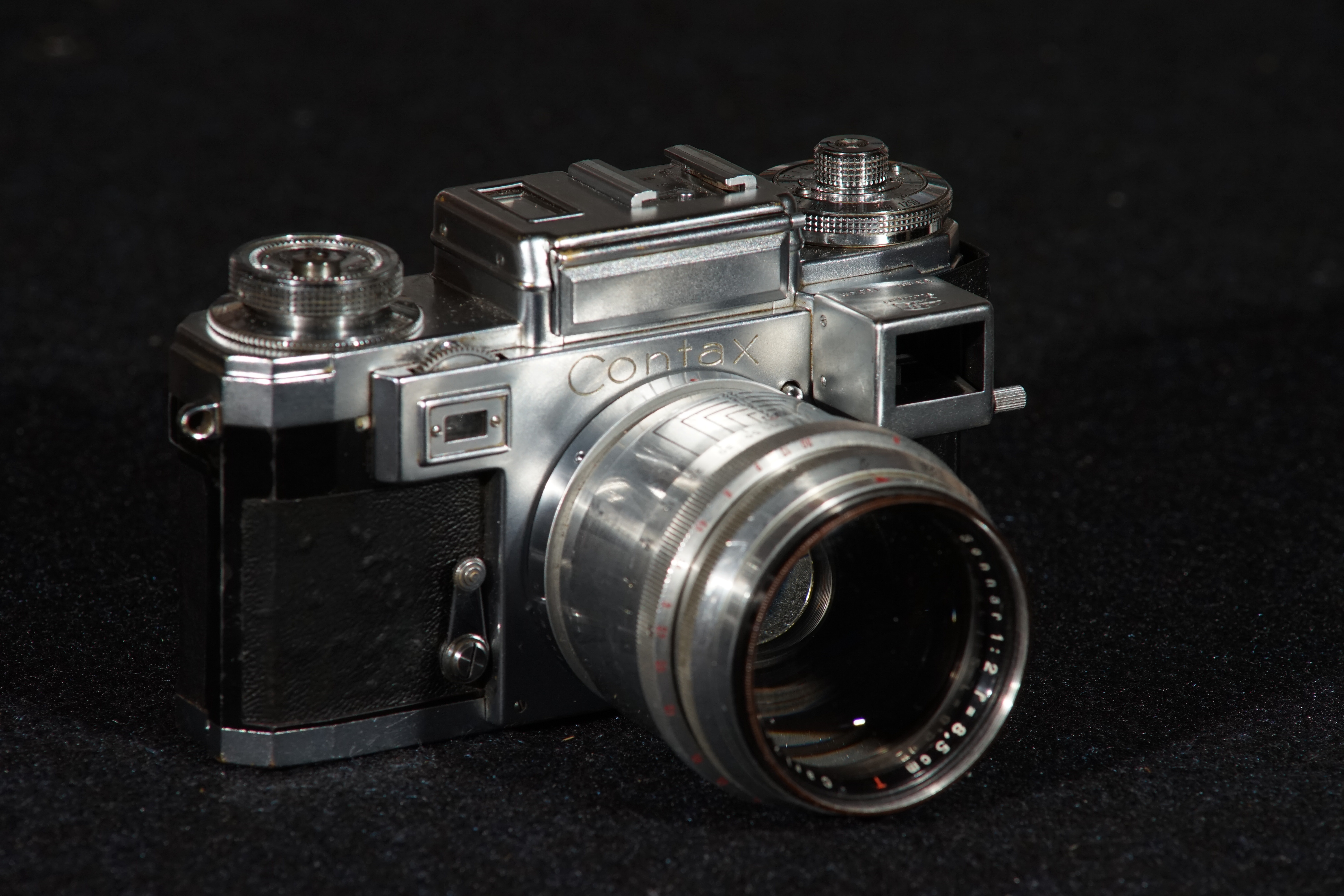
Contax III a mit Zeiss Jena Sonnar 1:2/85mm und Suchervorsatz 563/03

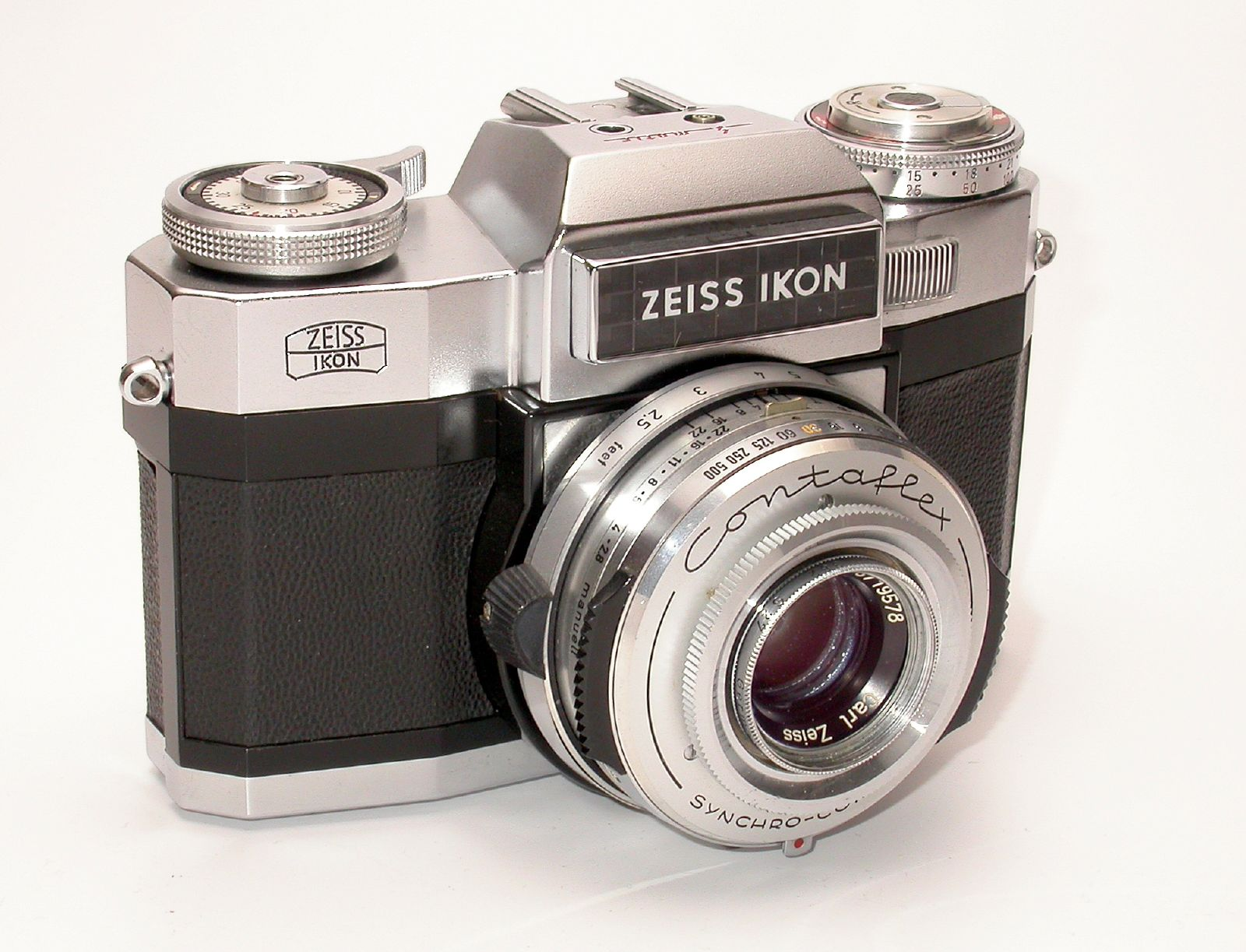
Zeiss Ikon Contaflex

Nach Verlegung des Firmensitzes der Zeiss Ikon AG an den Stuttgarter Unternehmensstandort wurde dort eine Produktion von Messsucherkameras aufgebaut. 1950 erschien die vollständig neu konstruierte Contax IIa, 1951 die Contax IIIa. Diese waren gegenüber den Vorkriegsmodellen deutlich verkleinert, außerdem stand eine Blitzsynchronisation zur Verfügung. Die Produktion der Kameras wurde 1962 eingestellt, da sich Zeiss Ikon auf Spiegelreflexkameras konzentrierte. Diese bekamen die Namen Contaflex, Contarex, Icarex sowie SL 706 und wurden bis 1972 gebaut.

## Contax-Kameras von Yashica/Kyocera

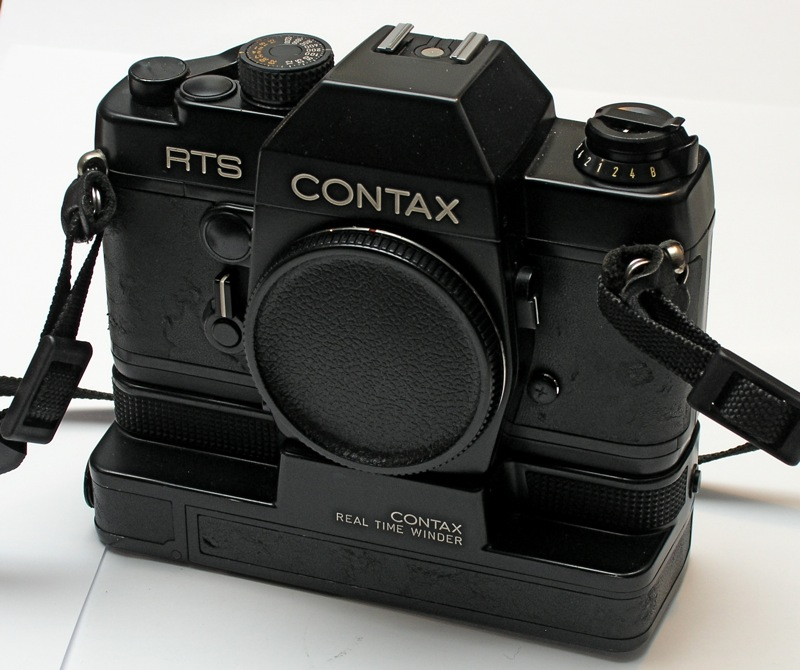
CONTAX RTS I, Gehäuse mit angeschlossenem „Real Time Winder“

Nach dem Ende der Kameraherstellung bei Zeiss Ikon 1972 fehlte Carl Zeiss ein Abnehmer für seine Kleinbildobjektive. Daher suchte man nach einem Kooperationspartner. Nachdem eine Zusammenarbeit mit Pentax nicht zustande gekommen war, wurde 1972 ein Kooperationsvertrag mit dem japanischen Kamerahersteller Yashica abgeschlossen. Yashica wurde 1983 von Kyocera übernommen. Kyocera übernahm die Herstellung der Kameras. Von 1974 bis 2005 entstanden im Rahmen dieser Kooperation zahlreiche Kameras unterschiedlicher Bauarten.
Die Objektive wurden von Carl Zeiss zugeliefert. In den ersten Jahren wurden sie auch tatsächlich bei Carl Zeiss in Oberkochen hergestellt, jedoch fungierten schon bald überwiegend Yashica (bzw. Kyocera) und Tomioka als Lohnhersteller. Bei den Objektivbezeichnungen wurde die bei Zeiss übliche Terminologie verwendet, die auf den Namen der einzelnen Konstruktionen basiert. Dabei steht „Distagon“ für Weitwinkelobjektive, „Tessar“ für ein Normalobjektiv moderater Lichtstärke. „Planar“ bezeichnet hochlichtstarke Normal- und Teleobjektive bis zu einer Brennweite von 135 mm. „Sonnar“ nannte man leichte und mittlere Telebrennweiten normaler bis höherer Lichtstärke; hinter „Tele-Tessar“ verbargen sich langbrennweitige Objektive mittlerer Lichtstärke bis 300 mm. Abgerundet wurde die Skala durch Spiegellinsenobjektive von 500 und 1000 mm Brennweite, die als „Mirotar“ bezeichnet wurden, sowie durch die Bauformen „Aposonnar“ und „Tele-Apotessar“, nach der Teleobjektive höchster Lichtstärke mit einer zusätzlichen Korrektur chromatischer Abbildungsfehler konstruiert wurden. Zoomobjektive hießen unabhängig vom Brennweitenbereich immer „Vario-Sonnar“.
Im April 2005 kündigte Kyocera an, den Verkauf von Kameras der Marke Contax im Laufe des Jahres einzustellen. Dies geschah dann im September 2005. Ein Service für bestehende Kameras solle bis zu zehn Jahren aufrechterhalten werden. Die Marke „Contax“ gehört immer noch Carl Zeiss. Sie ist aber auch weiterhin Gegenstand des Kooperationsvertrags und kann daher von Carl Zeiss derzeit nicht genutzt werden.

### Contax RTS-System

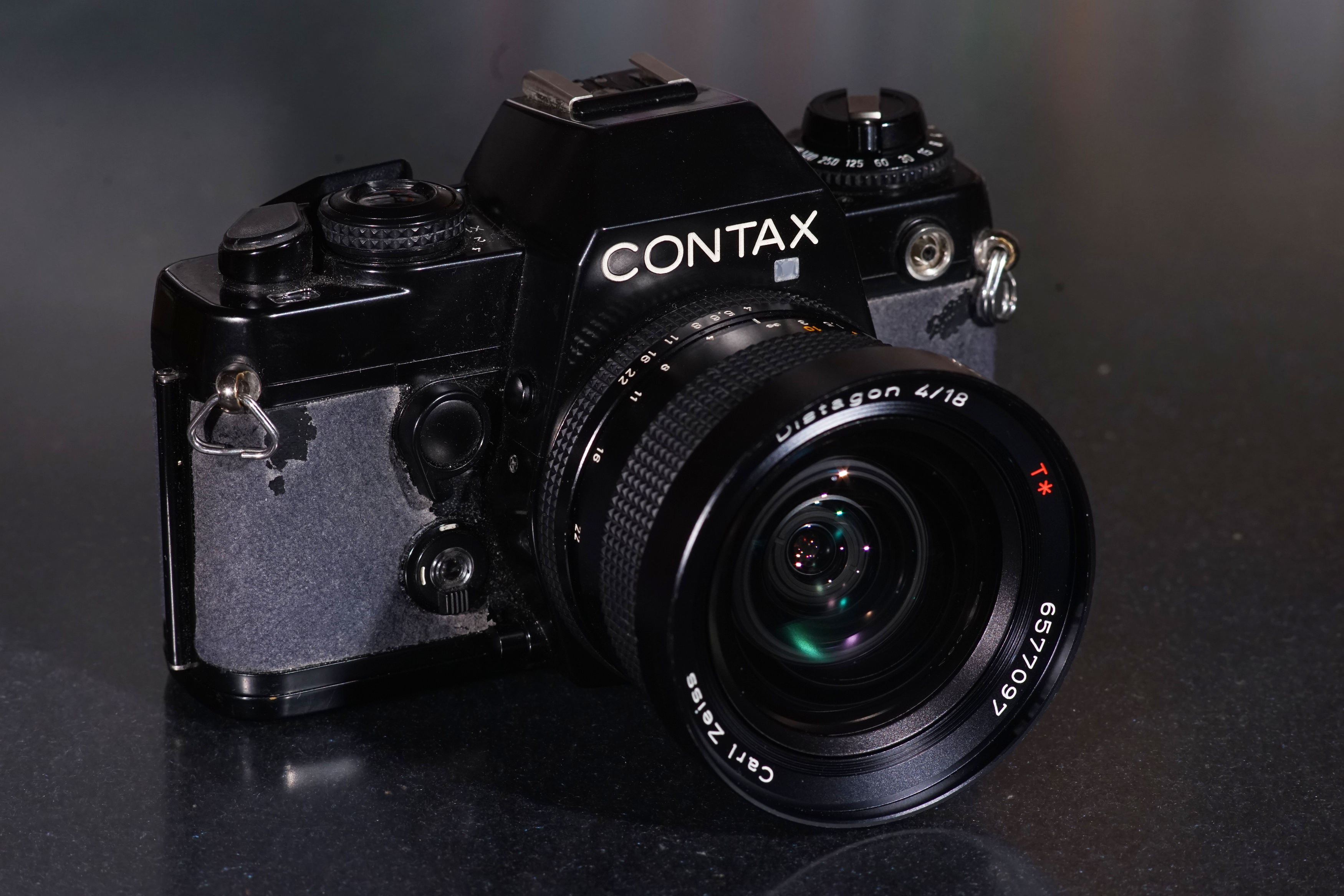
Contax 139 Quartz mit Distagon 4,0/18 mm

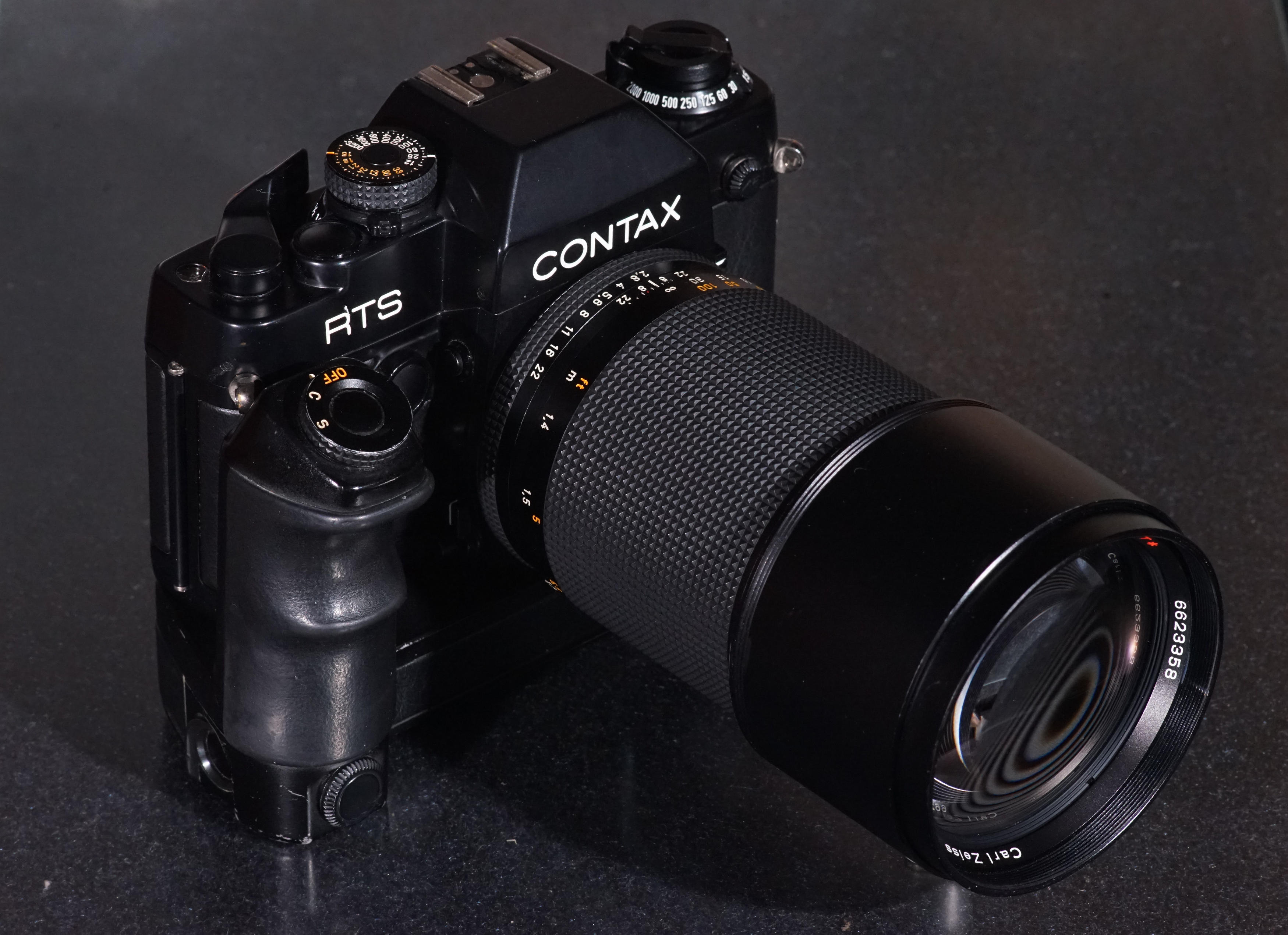
Contax RTS II mit Sonnar 2,8/180 mm und „Real Time Winder W-3“

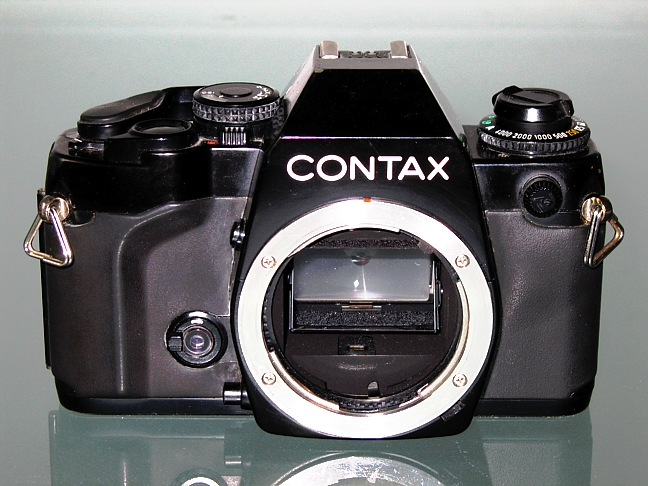
Contax 159MM (Gehäuse)

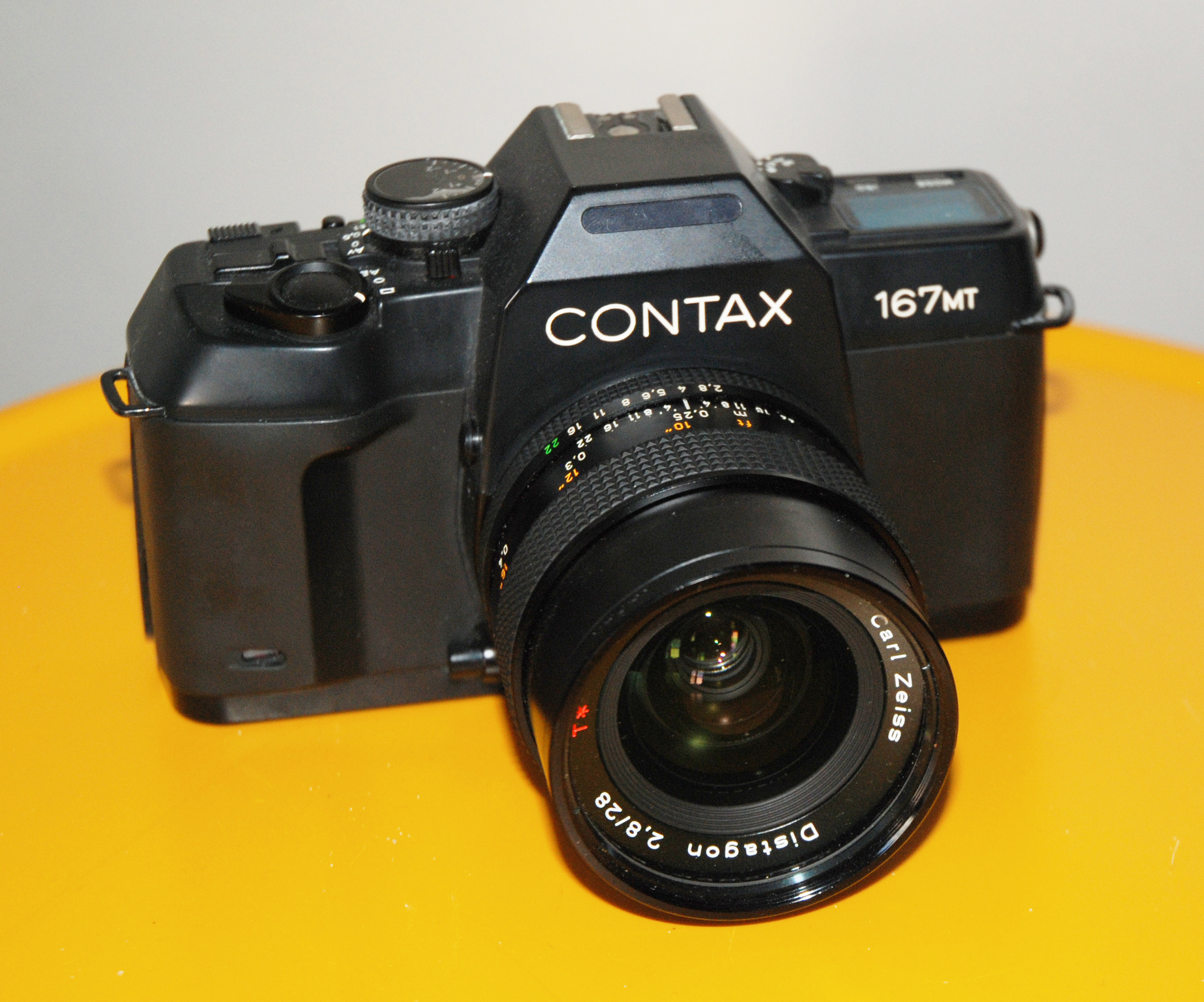
Contax 167MT mit Distagon 2,8/28 mm

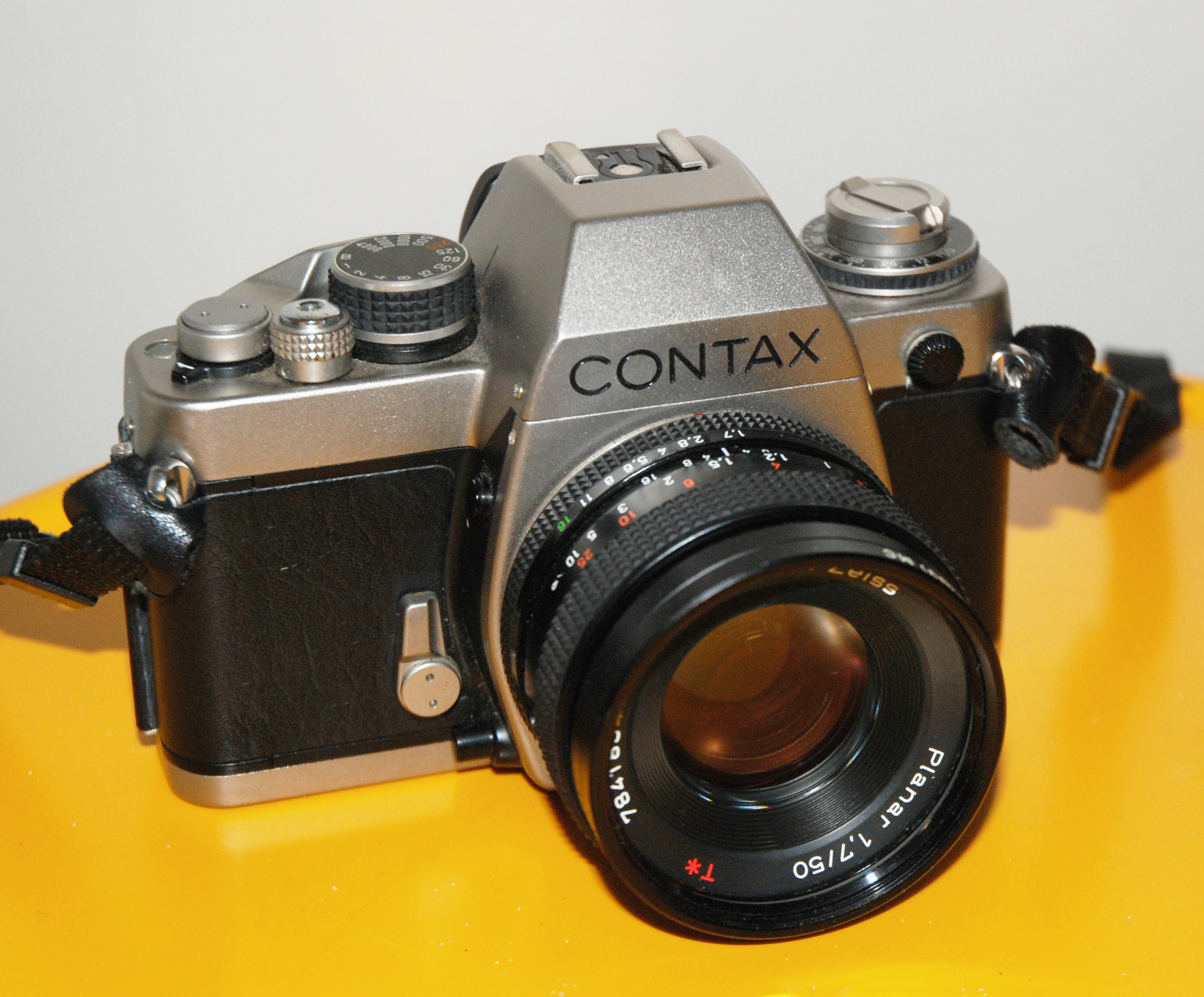
Contax S2 mit Planar 1,7/50

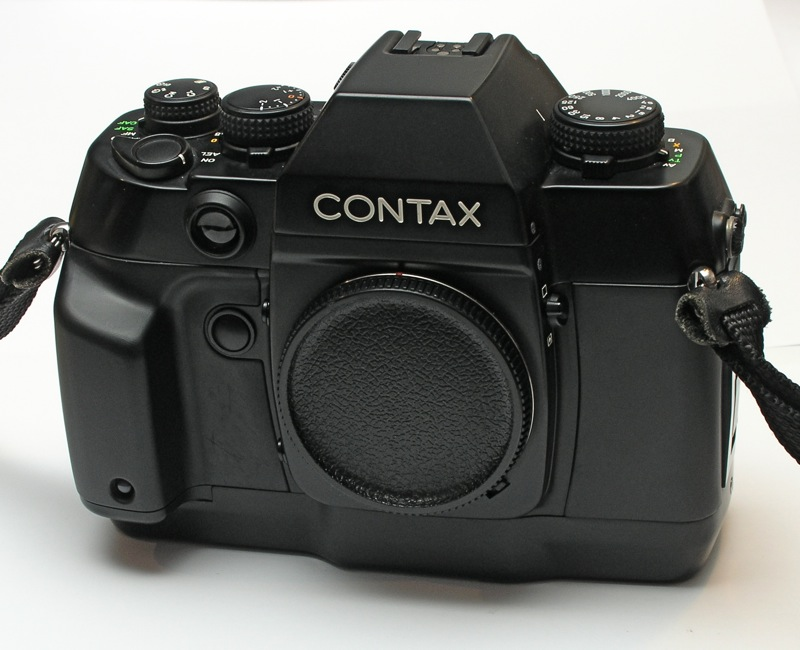
CONTAX AX Gehäuse

Als erstes Ergebnis der Kooperation erschien 1974 die Kleinbild-Spiegelreflexkamera Contax RTS. „RTS“ steht dabei für „Real Time System“ und soll den verzögerungsfreien Ablauf der Kamerafunktionen in Echtzeit durch elektronische Steuerung und einen elektromagnetischen Auslöser mit weniger als 1 mm Auslöseweg symbolisieren. Zusammen mit dem als Zubehör angebotenen „Professional Motor Drive“ (PMD) wurde dadurch eine Geschwindigkeit von fünf Bildern je Sekunde erreicht. Das Design stammte bei der Contax RTS von F.A. Porsche und wurde auch bei den Folgemodellen nachempfunden. Während die Contax RTS mit dem Anspruch einer Profikamera antrat, waren die Contax 139 Quartz von 1979 und die Contax 137 MD von 1980 als anspruchsvollere Amateurkameras konstruiert. Die Contax 137 MD war ein reiner Zeitautomat, hatte aber bereits einen eingebauten Motor für den Filmtransport.
1982 erschien als Nachfolgemodell der RTS die Contax RTS II. Diese verfügte über TTL-Blitzsteuerung, Messwertspeicherung, digitale Sucheranzeigen und einen Verschluss aus Titan. Ebenfalls 1982 kam mit der Contax 137 MA ein geringfügig verbesserter Nachfolger der 137 MD mit zusätzlicher Einstellmöglichkeit der Verschlusszeit.
Im Jahre 1984 wurde die Contax 159MM mit Blenden- und Programmautomatik und die dazu passenden MM-Objektive eingeführt. 1986 erschien dann die Contax 167MT. Sie vereinte die umfangreichen Automatikfunktionen ihrer Vorgängerin mit einem motorischen Filmtransport und der Möglichkeit zur Spotbelichtungsmessung. Ein um den Auslöseknopf gelagerter Drehknopf ließ zudem die dauerhafte Speicherung des Belichtungswertes zu (wie bei 159MM). Ferner war sie die erste Kamera mit der heute selbstverständlichen Belichtungsreihenautomatik.
Nachdem außer der Contax 167MT alle Contax-Modelle eingestellt worden waren, erfolgte erst 1990 mit der Contax RTS III eine Wiederbelebung des Systems. Sie war noch mehr als ihre Vorgängerinnen auf professionelle Anforderungen zugeschnitten. Als Besonderheiten seien die eingebaute Datenrückwand zur Dateneinbelichtung auf den Filmsteg, der professionelle Blitzbelichtungsmesser und eine Filmansaugplatte aus Keramik zur Erzielung einer optimalen Planlage des Filmes genannt.
1992 folgte mit der Contax ST eine etwas vereinfachte Variante der Contax RTS III sowie mit der bei Cosina hergestellten Contax S2 eine Kamera mit mechanisch gesteuertem Verschluss und ausschließlicher Spotmessung. 1994 folgte die fast identische Contax S2b mit mittenbetonter Messung.
Ebenfalls 1994 erschien die Contax RX, ein Modell mit zusätzlicher elektronischer Schärfendetektion, wie sie bei Autofokuskameras üblich ist, aber noch ohne automatische Fokussierung. Die Contax RX folgt damit einem Bauprinzip, wie es in den 1980er-Jahren mit der Canon AL-1 und der Minolta X-600 als Vorstufe der Autofokus-Kameras kurzzeitig praktiziert wurde.
Eine solche Autofokuskamera für das Contax-RTS-System folgte tatsächlich 1996 mit der Contax AX. Im Gegensatz zu allen anderen Kleinbild-Spiegelreflexkameras mit Autofokus erfolgt bei der Contax AX die Fokussierung durch Verschieben der Filmebene anstatt durch Verstellen des Objektivs. Dadurch können alle bisherigen manuellen Objektive an der Contax AX automatisch fokussiert werden. Das Gehäuse der AX ist konstruktionsbedingt etwas tiefer, und die Geschwindigkeit des Autofokus im Vergleich zu zeitgenössischen Kameras geringer.
Als Nachfolger der Contax 167MT erschien 1998 die Contax Aria, die erstmals eine Mehrfeldmessung anbot, aber auf die Möglichkeit des Anschlusses eines Batteriegriffes verzichten musste. Obwohl 2000 das Contax-N-System vorgestellt worden war, erschien 2002 noch die Contax RXII, die im Gegensatz zur Contax RX auf den elektronischen Schärfedetektor verzichten musste und einen einfacheren Verschluss erhielt; sie wurde in Europa und den USA nicht angeboten.

### Contax Kompaktkameras (T-Modelle)

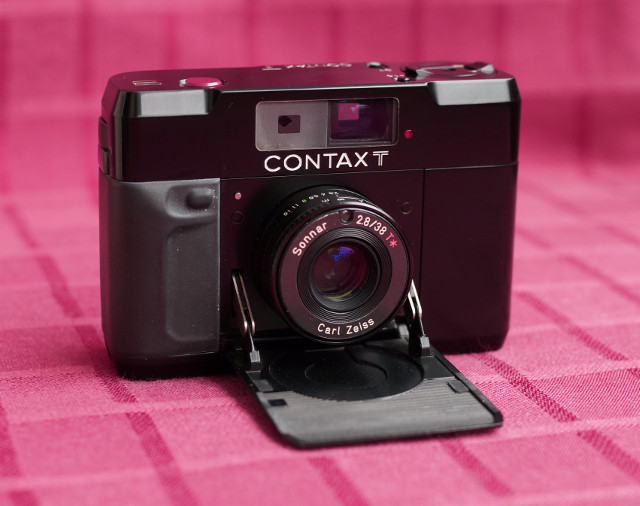
Contax T

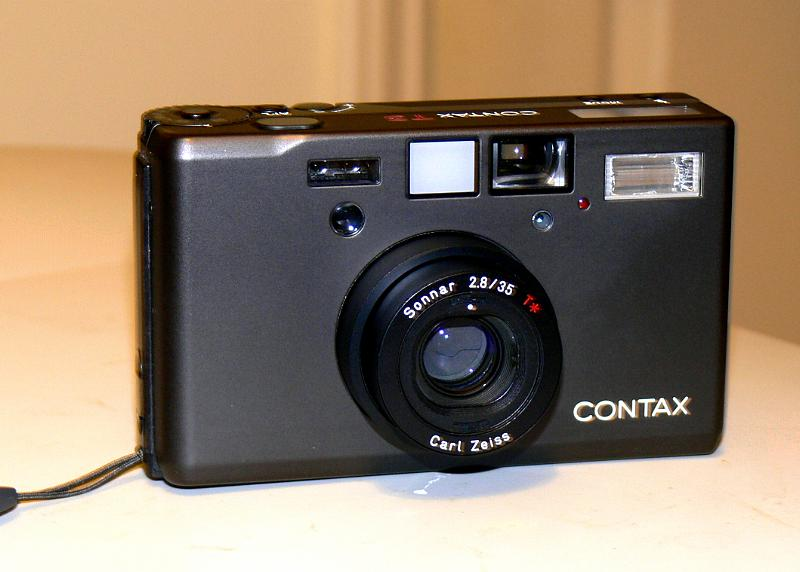
Contax T3

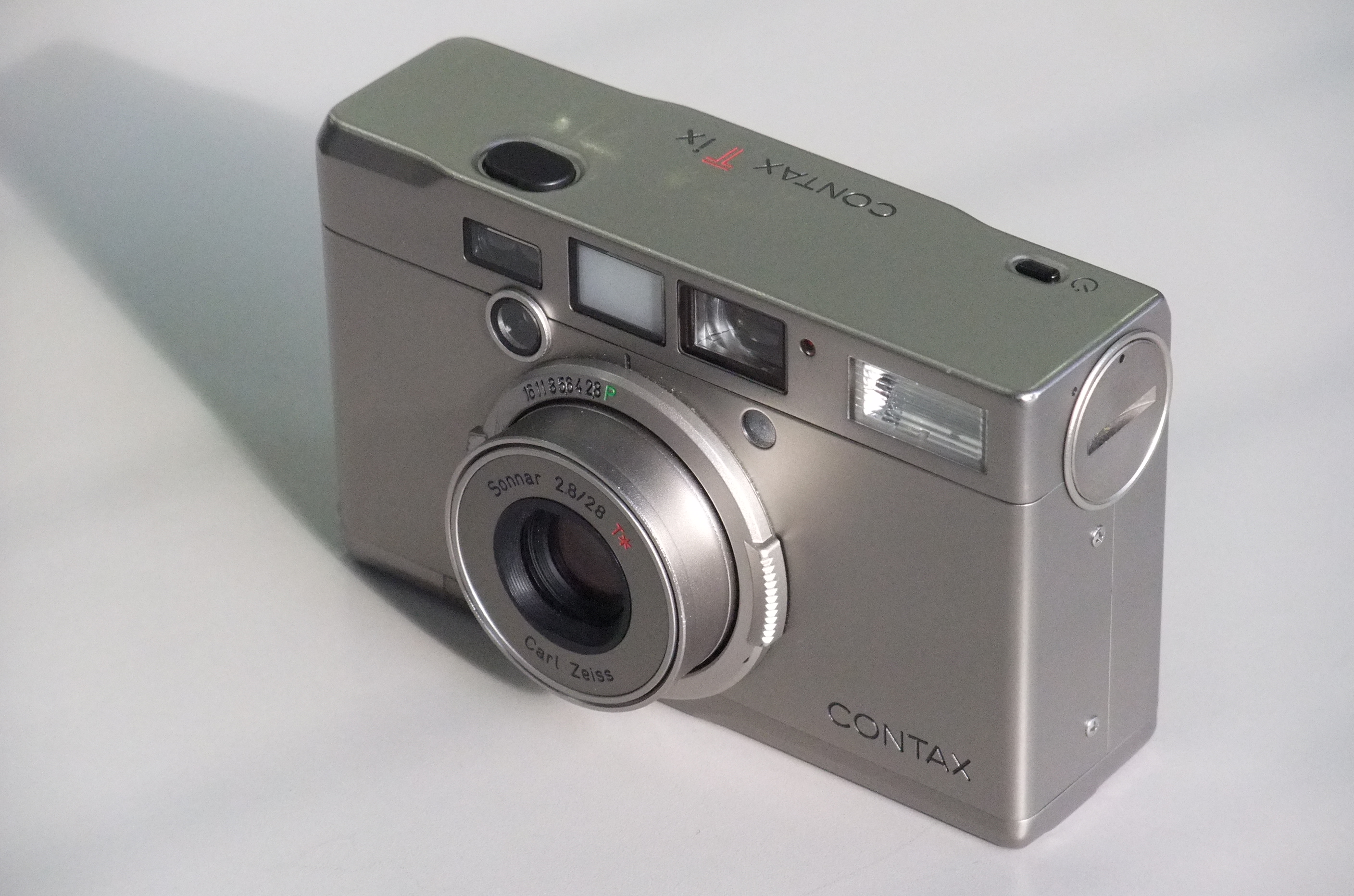
Contax Tix

1984 wurde das Prinzip der Messsucherkamera mit der Contax T wiederbelebt. Diese hatte folgende Besonderheiten:
- Carl Zeiss Sonnar 2,8 38 mm mit fünf Linsen in vier Gruppen
- Blende mit 7 Lamellen
- quarzkontrollierter Verschluss mit 5 Lamellen
- Auslöser als künstlicher Saphir „Romande“
- abnehmbares Blitzgerät mit Leitzahl 14
- erhältlich in schwarz und silber

Die Contax T orientierte sich ansonsten an der Minox 35. Sie wurde 1987 zunächst ohne Nachfolger eingestellt.
Erst 1990 erschien als Nachfolgemodell die Kleinbild-Kompaktkamera Contax T2. Sie hatte einen abschaltbaren Autofokus sowie einen integrierten Blitz. Sie besaß ein gegenüber der Ur-T stark verändertes Gehäuse, das in etwa den Konkurrenzmodellen von Leica (minilux) und Nikon (35Ti) entsprach. Sie wurde 2000 durch die Contax T3 mit einem Carl Zeiss Sonnar 2,8 35 mm ersetzt.
1993 erschien mit der Contax T-VS ein Modell mit Autofokus und Zoomobjektiv (VS = Vario-Sonnar) 3,5–6.5 28–56 mm, das 1998 durch die Contax T-VS II mit geringfügigen Verbesserungen und 2000 durch die Contax T-VS III mit Zoomobjektiv 3,7–6,7 30–60 mm abgelöst wurde.
Als einzige Contax-Kamera für APS-Film erschien 1998 die Contax Tix mit Objektiv 2,8 28 mm.

### Contax G-System
→ siehe auch Hauptartikel: Contax G-System
1994 ging Kyocera einen Schritt weiter und brachte mit der Contax G1 eine Autofokus-Messsucherkamera mit Wechselobjektiven heraus. Das Objektivsortiment umfasste insgesamt sechs Festbrennweiten von 16 bis 90 mm sowie später auch ein Zoomobjektiv 3,5–5,6 35–70 mm. 1996 erschien das Nachfolgemodell Contax G2 mit schnellerem Autofokus.

### Contax 645

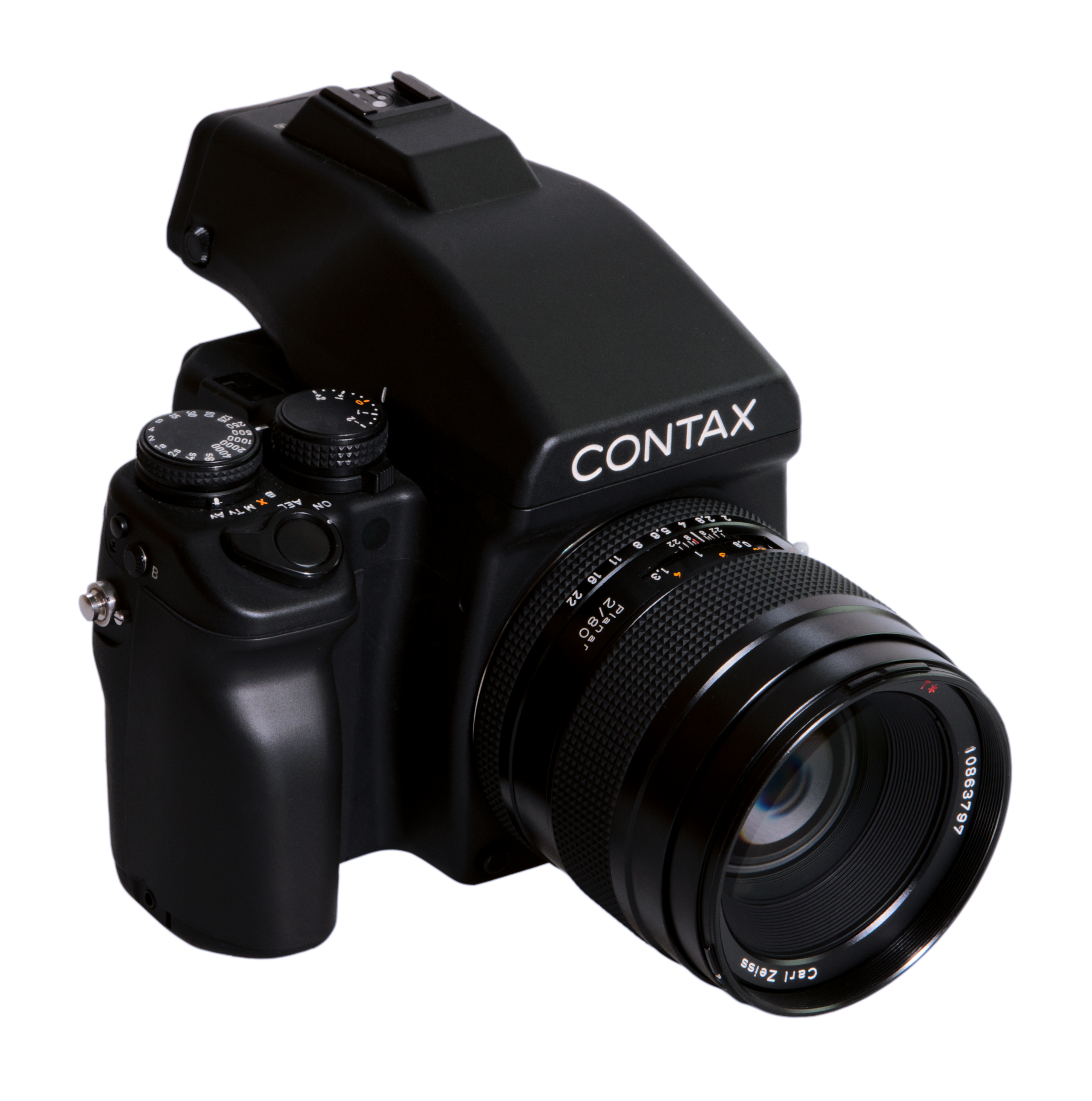
CONTAX 645

→ siehe auch Hauptartikel: Contax 645
1998 wurde die erste Mittelformat-Contax, die Contax 645 vorgestellt. Es handelt sich dabei um eine Spiegelreflexkamera für das Rollfilm-Format 4,5 × 6 cm. Die Contax 645 verfügt über Autofokus sowie Wechselsucher und -magazine. Für die Contax 645 wurden neun Objektive, ein Telekonverter sowie zahlreiches weiteres Zubehör herausgebracht.
Die Produktion ist mittlerweile eingestellt worden.

### Contax N-System

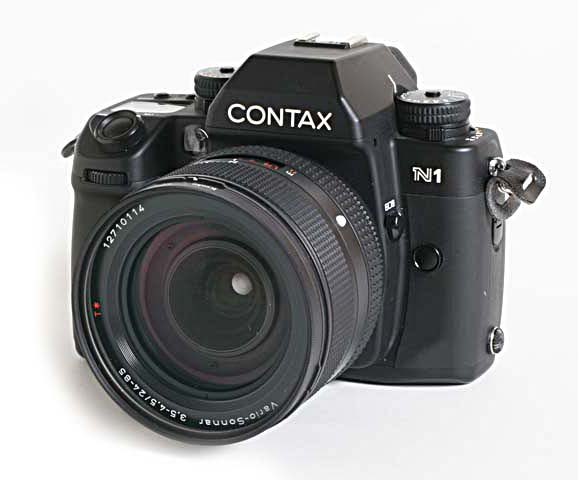
CONTAX N1

→ siehe auch Hauptartikel: Contax-N-System
Als erste Kamera des neuen Contax N-Systems wurde 2000 die Contax N1 angekündigt. Diese ist eine Kleinbildspiegelreflexkamera mit integriertem Autofokus und neuem Bajonett. 2002 folgten die vereinfachte Contax NX sowie die einzige digitale Spiegelreflexkamera unter dem Namen Contax, die Contax N Digital. Sie war die erste Digitalkamera mit Vollformatsensor. Zum Contax-N-System gehörte ein unzureichend ausgebautes Sortiment von neun Objektiven.

### Contax Digital-Kompaktkameras

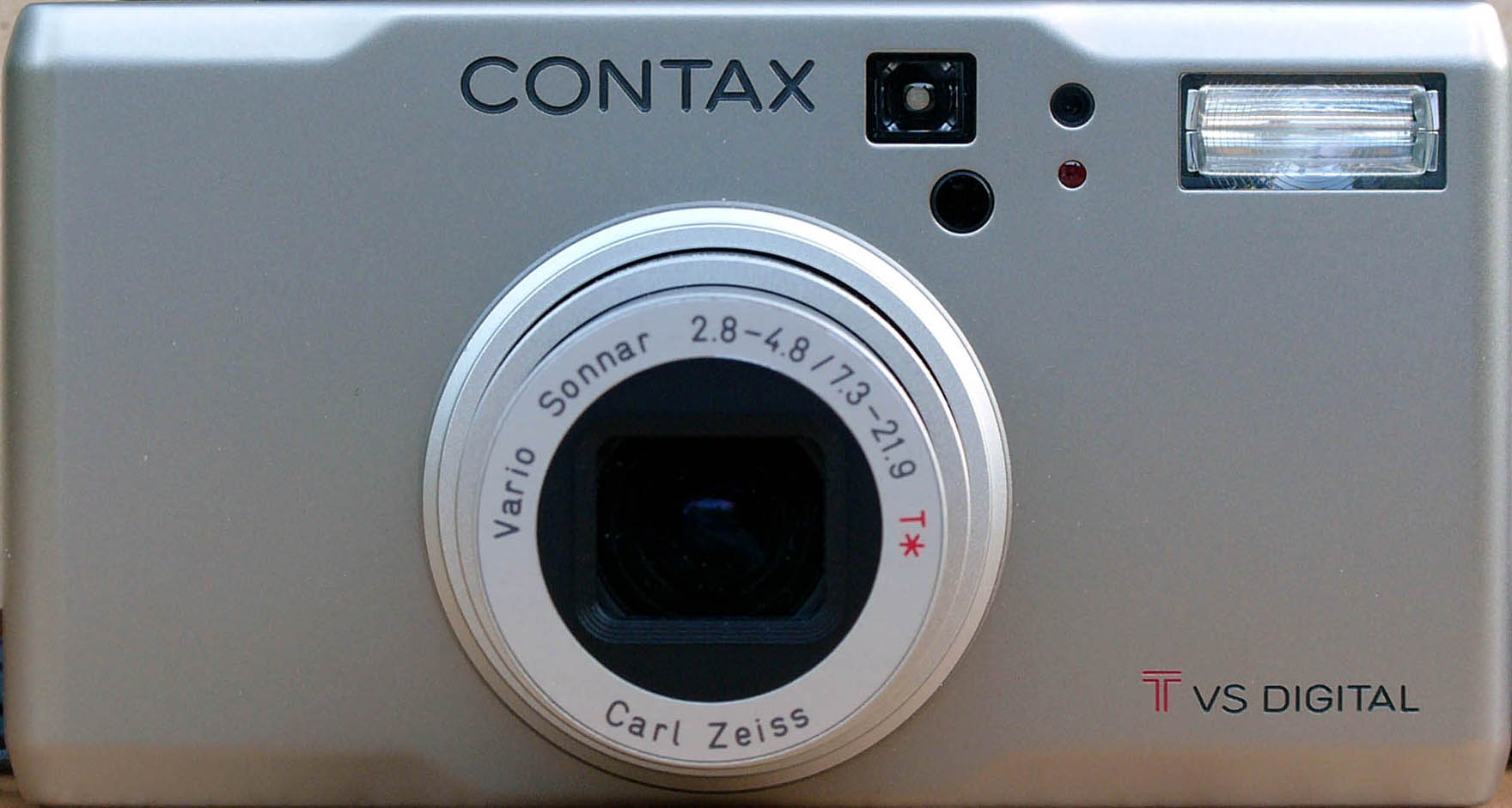
CONTAX TVS Digital mit Zeiss Vario Sonnar 2,8-4,8

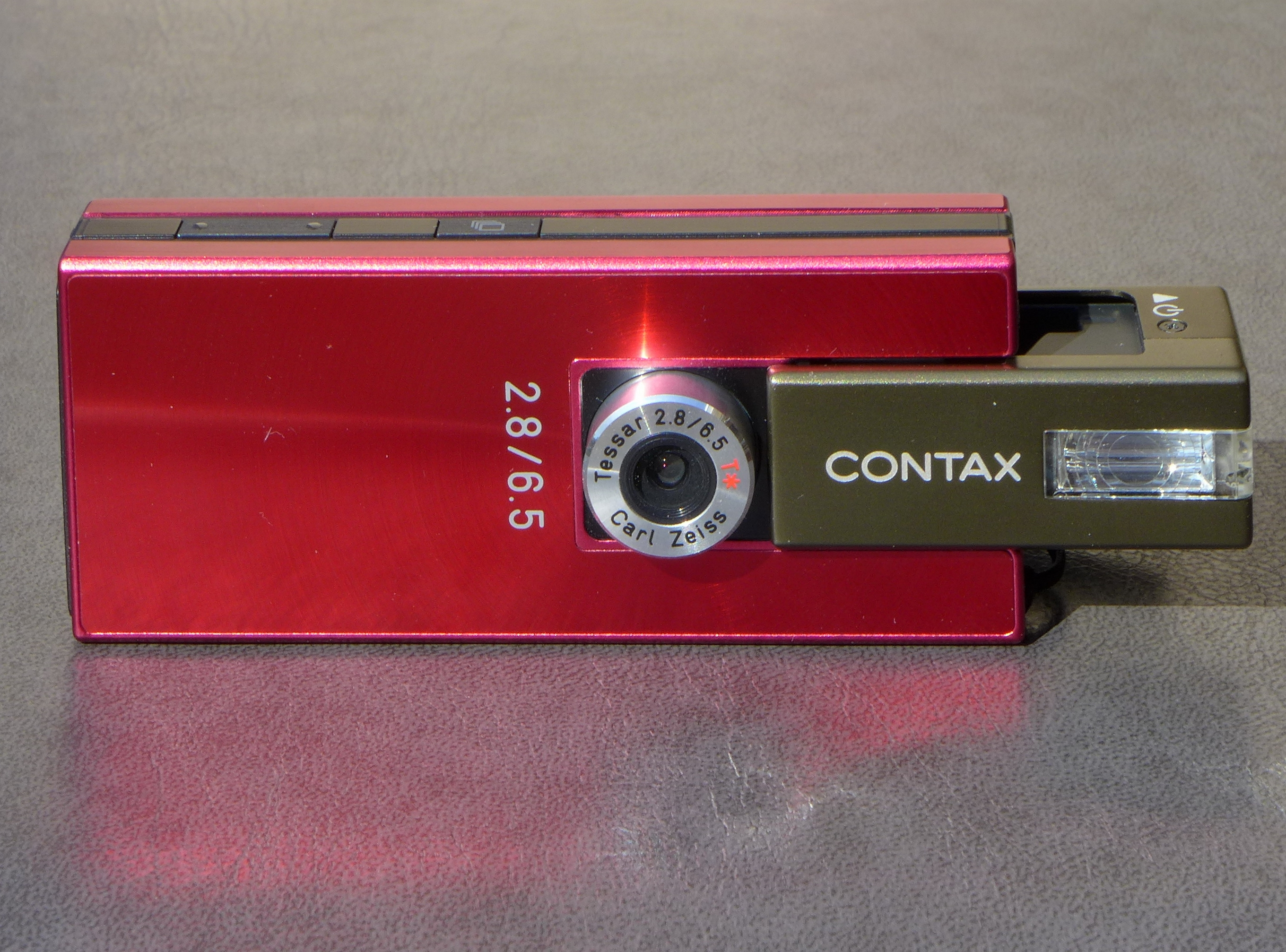
Contax i4R

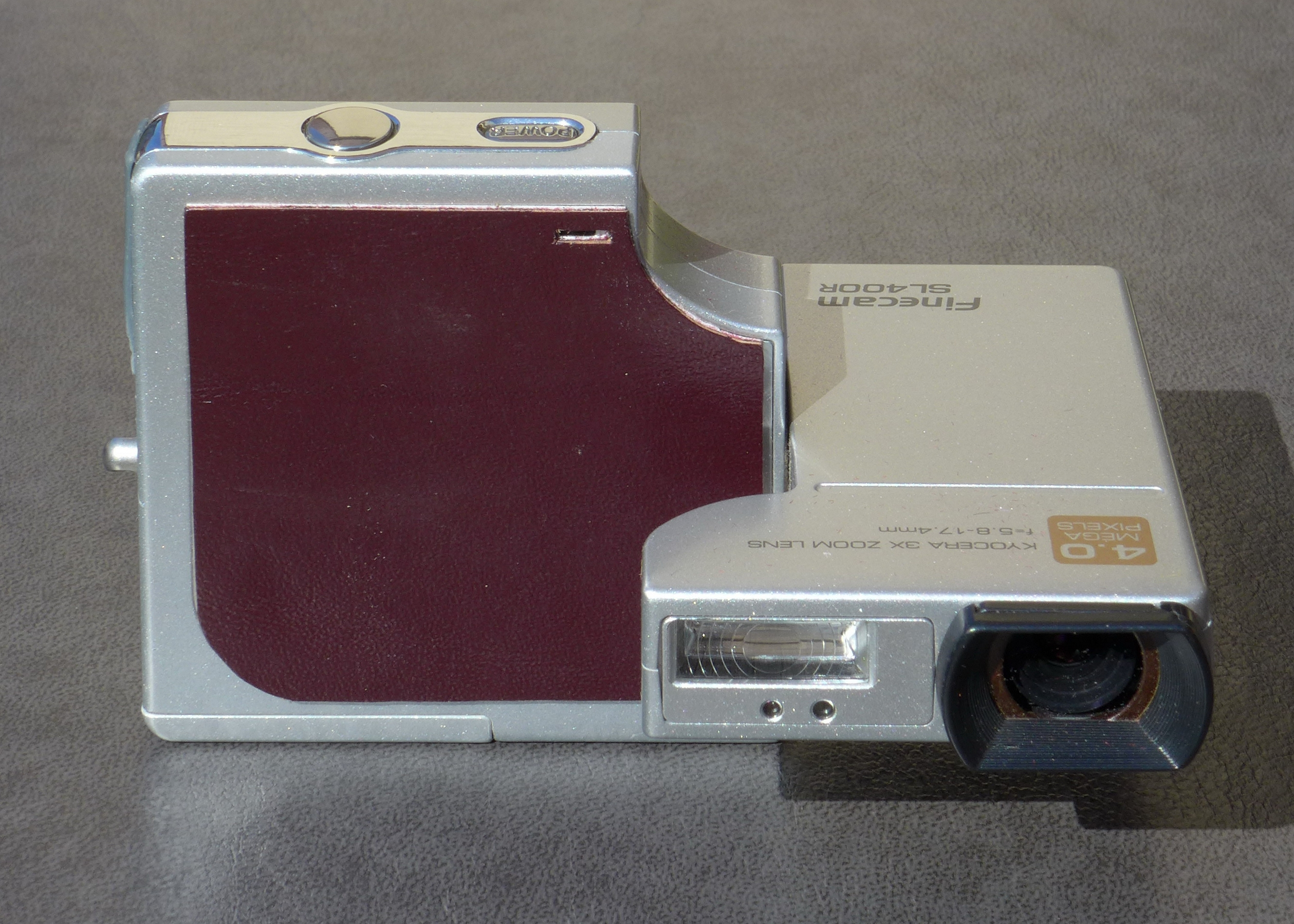
Kyocera Finecam SL400R

2003 erschien mit der Contax T VS Digital die erste digitale Kompaktkamera unter dem Namen Contax. Sie entspricht weitgehend der Contax T VS III, hat aber aufgrund des kleinen Sensors ein Objektiv 2,8–4,8 7,3–21,9 mm und einen CCD-Sensor mit 5 Megapixel (MP).
Im Laufe des Jahres 2004, also bereits kurz vor Einstellung des Kamerabaus, ging Kyocera dazu über, Digitalkameras nur noch unter dem Namen Contax anzubieten, um so dem Preisdruck zu entgehen. Nachfolgend erschienen die aus der Kyocera Finecam SL 300R entwickelte Contax SL 300R T mit 3,17 MP und die weitgehend mit der Kyocera Finecam SL 400R baugleiche Contax U4R sowie die mit Festbrennweitenobjektiv 2,8 6,5 mm ausgestattete ungewöhnlich gestaltete Contax i4R.
Im April 2005 kündigte Kyocera an, sich aus dem Kamerageschäft zurückzuziehen. Im September 2005 wurde die Lieferung von Kameras und Zubehör der Marke Contax eingestellt.